# ديك ثورنتون
ديك ثورنتون (بالإنجليزية: Dick Thornton)‏ هو لاعب كرة قدم أمريكية أمريكي، ولد في 4 فبراير 1908، وتوفي في 13 يناير 1973.

## وصلات خارجية
- ديك ثورنتون على موقع مرجع كرة القدم المحترفة.كوم (الإنجليزية)